# ユニバーサル・シティ・スタジオ対任天堂裁判
ユニバーサル・シティ・スタジオ対任天堂裁判（ユニバーサル・シティ・スタジオたいにんてんどうさいばん、英語:Universal City Studios, Inc. v. Nintendo Co., Ltd.）は、任天堂が発売したアーケードゲーム（及びその移植版である家庭用ゲーム機版）『ドンキーコング』を巡って、ユニバーサル・スタジオが自社の『キングコング』の商標権の侵害として訴えた裁判。ドンキーコング裁判とも呼ばれる。ニューヨーク州南部地区連邦地方裁判所にてロバート・W・スウィート判事が審理した。任天堂は「ユニバーサル・シティ・スタジオ対RKO事件」において、ユニバーサルがキングコングのプロットとキャラクターはパブリックドメインであることを自ら証明したと反論した。
スウィート判事は、ユニバーサルが悪意を持って任天堂のライセンシー（実施権者）を脅迫したとし、またユニバーサルには「キングコング」の名前やキャラクター、ストーリーに関する権利を所有していないと判決を下した。さらに判決では消費者が任天堂のゲームやそのキャラクターと、キングコングの映画やそのキャラクターと混同する可能性はないとした。ユニバーサルは上訴したが、この判決が支持された。この訴訟はアメリカ市場に参入して間もない任天堂の勝利となった。また、任天堂が業界の主要プレーヤーとして確立し、ほぼ間違いなく、アメリカのメディアの巨人にも対抗できるという自信を与えた。

## 裁判に至る経緯

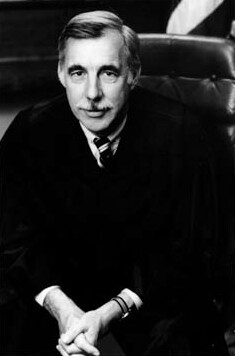
ロバート・W・スウィート判事

1982年、MCAとユニバーサル・シティ・スタジオの社長であり、経験豊富な弁護士でもあったシド・シャインバーグは、急成長するビデオゲーム市場への参入を狙っていた。4月、任天堂が発売した『ドンキーコング』の成功を知り、法律問題担当の副社長であったロバート・ハドルに調査を行わせた。ハドルの分析によれば『ドンキーコング』のストーリーは『キングコング』に基づいているため、ユニバーサルが保有するキャラクターやシナリオに関する権利を侵害している、というものであった。
また、シャインバーグは任天堂が家庭用ゲーム機市場に参入したコレコ（コレコビジョン）との間にライセンス契約を結んだことも知った。1982年4月27日、シャインバーグはコレコのアーノルド・グリーンバーグ社長と会合を予定し、表向きはコレコへの投資の可能性について話すというものであった。しかし、実際には、シャインバーグはグリーンバーグに対し著作権侵害を警告し、コレコビジョンが計画通りに『ドンキーコング』を販売した場合には訴訟も辞さないと脅迫した。翌日、ユニバーサルはコレコと任天堂に対し、48時間以内に『ドンキーコング』の販売を中止し、すべての在庫を処分し、販売で得た利益の記録をすべて引き渡すようにテレックスした。5月5日、グリーンバーグは『ドンキーコング』の純販売価格の3％、600万本分、約460万ドル相当のロイヤルティをユニバーサルに支払うことに同意した。この1週間後にグリーンバーグは、コレコがロイヤルティを支払い続ける限り、ユニバーサルはコレコを訴えないという合意文書に署名した。
一方、ハドルはタイガー・エレクトロニクスが携帯ゲーム用にキングコングのライセンスを取得していることを知った。彼はタイガーに権利を認めてもユニバーサルが得られる利益はあまりにも少ないこと、またタイガーに独占的な権利を与えることはコレコとの合意に支障をきたすと判断した。5月4日にシャインバーグはタイガーに対し、メールグラムを送って、さらなる承認を得るためゲームを提出するよう要求した。ユニバーサルはそれを審査し、このゲームが『ドンキーコング』に似すぎていると判断した。5月8日にシャインバーグはタイガーのライセンスを取り消したが、タイガーの社長であるO. R.リスマンは、決定の受け入れを拒否し、キングコングの商標を所有しているというユニバーサルの主張に異議を唱えた。

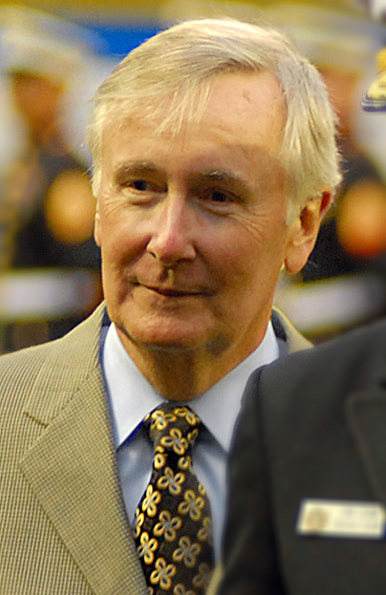
ハワード・リンカーン

任天堂のアメリカ法人の顧問弁護士（さらに後の取締役）であるハワード・リンカーンは、当初、500万-700万ドルで和解する方向に傾いていた。しかし、最終的にはアメリカ法人の責任者である荒川實に「これは任天堂が大成功を収めた証だ」と安心させ、戦うことを決心した。5月6日に荒川とリンカーンはロサンゼルスにてユニバーサルとの会談を持った。ハドルは『ドンキーコング』が『キングコング』に関するユニバーサルの権利を侵害しているとする見解を改めて指摘した。リンカーンは、任天堂の立場としてキングコングの名前とキャラクターの使用にあたってライセンスを受けていないものが多数あることを確認しており、これらに対するユニバーサルの商標は10年未満に過ぎないと反論した。内々ではグリーンバーグは任天堂にライセンス契約に署名するように説得しようとしていたが、すでに自分たちがユニバーサルと契約を結んでいることは隠していた。会議が終わるまでにハドルはキングコングの商標権の所有権に関する変遷リスト（Chain of title）を任天堂に送付することに合意した。しかし、その後の数週の間に送付されることはなく、リンカーンはユニバーサルに催促を行った。これに対しユニバーサルは、さらに強くロイヤルティを要求するという形で応じた。
リンカーンは「キングコング」に関するユニバーサルの主張の是非を調査し、それを認めることはできないと判断した。5月21日に任天堂から提案された会議が行われ、任天堂がついに屈したと思い込んだシャインバーグは、任天堂がこの問題の解決に同意すれば今後のユニバーサルに関するビジネスに関われるかもしれないとほのめかした。しかし、リンカーンはユニバーサルの脅しには法的根拠がないという任天堂の立場を繰り返しただけであった。後にリンカーンはこう振り返った。
法廷闘争が不可避と知ったハドルは、不正なライセンシー（実施権者）であるタイガーのリスマンに連絡を取り、キングコングを題材とした携帯ゲームについて妥協を示した。ハドルはライセンスの独占規定を削除し、この携帯ゲームを『ドンキーコング』と区別することでユニバーサルのライセンシーが任天堂の知的財産権を侵害したという反訴の可能性を弱めたいと考えていた。リスマンはこれに応じ、主人公に消防士の帽子を与え、樽のグラフィックを爆弾に置き換え、ゲームのステージの足場を曲がったものではなくまっすぐなものにした。このデザインは6月上旬に承認された。

## 第一審
1982年6月29日、ユニバーサルは任天堂を正式に提訴した。同社はまたキングコングの権利に関してコレコにライセンス供与することに合意したと発表した。その後、1983年1月3日、ユニバーサルは任天堂のライセンシーに3つの選択肢「ドンキーコングのキャラクターの使用をやめる」「ユニバーサルからライセンスを取得する」「提訴される」を提示する停止要求書を送った。6社のライセンシーが応じたが、ミルトン・ブラッドリーはこれを拒否した。また、ラルストン・ピュリナ社は朝食用シリアルにドンキーコングのキャラクターの使用権として5000ドルを申し出たが、これを拒絶されたため、ラルストン・ピュリナもまた和解を拒否した。
リンカーンは任天堂側の代理弁護士としてジョン・カービィを雇った。カービィはペプシコやゼネラルフーヅ、ファイザーなどの大きな訴訟でも勝訴した経歴があった。カービィは、ゲームデザイナーの宮本茂と任天堂の山内溥社長から宣誓供述書を取り、ゲームの開発経緯を調査した。その中で日本では大型の類人猿の総称として「コング」という言葉が用いられ、このため宮本はゲームに登場する猿のキャラクターをコングと呼んでいたと述べた。
ユニバーサル・シティ・スタジオ対任天堂事件は、ニューヨーク州南部地区連邦地方裁判所においてロバート・W・スウィート判事によって審理された。裁判は7日間にわたって行われ、ニューヨークのタウンリー・アンド・アップダイク法律事務所が原告代理人を務めたユニバーサルは、ドンキーコングという名称はキングコングと混同される恐れがあり、ゲームのプロットは映画のそれを侵害していると訴えた。カービィは、ドンキーコングとキングコングの重要な差異を示した。また、ユニバーサルにはキングコングのキャラクターに関する権利がなく、むしろ1975年のユニバーサル・シティ・スタジオ対RKOジェネラル事件においてRKO映画を訴え、キングコングがパブリックドメインであることを証明し、ディノ・デ・ラウレンティスによる1976年のリメイク作に繋がったと指摘した。
スウィート判事はユニバーサルの主張を退け、厳しく批判した。
判事はユニバーサルがキングコングに関する権利を所有していないと裁定したが、たとえユニバーサルの所有物であったとしても、ドンキーコングとキングコングを混同する者がいる可能性は低いと判断した。彼の意見ではドンキーコングは「コミカル」であり、猿のキャラクターは「滑稽で子供っぽく、性欲に基づかない」とした。一方のキングコングのキャラクターは「美女を探し求める獰猛なゴリラ」であった。判事は「せいぜい、ドンキーコングはキングコングのパロディに過ぎない」と断言した。さらに判事はユニバーサルが任天堂のライセンシーに送った停止要求書は、任天堂に損害賠償を求める権利を与えたと指摘した。最後に判事はタイガーのゲーム『キングコング』が『ドンキーコング』の権利を侵害しているとの判決を下した。
任天堂にはユニバーサルのライセンス利益をゲームのために受け取るか、法定損害賠償を受け入れるかの選択肢が与えられた。任天堂は前者を選択し、56,689.41ドルを受け取った。また、損害賠償と弁護士費用も受け取った。

## ユニバーサルによる控訴
ユニバーサルは判決を不服としてアメリカ合衆国第2巡回区控訴裁判所に控訴した。1984年5月23日に任天堂とユニバーサルは控訴審で争った。ユニバーサルは消費者の間で混乱が起きている証拠として、『ドンキーコング』のアーケードゲーム機を所有、またはリースしたゲームセンター、ボウリング場、ピザレストランの経営者またはオーナー150人を対象とした電話調査の結果を提示した。「あなたが知る限り、『ドンキーコング』のゲームは、『キングコング』の映画製作会社の承認または権限の下で製作されたと思うか？」という質問に対して、調査対象者の18％が肯定的に答えた。しかし「あなたが知る限り、『ドンキーコング』を製作しているのはどこか？」という質問に対してはユニバーサルを挙げた者はいなかった。ユニバーサルは、これは消費者が2つの名前の区別に混乱していることを示すのに十分な証拠であると主張した。
彼らはまた、ドンキーコングとキングコングが混同されているケースが増えているとして、印刷媒体から6つの例を挙げた。例えば『Videogaming Illustrated』の1982年10月号には「話題のドンキーコングの説明として女性に好意を抱いた他のゴリラの例について見てみよう。その中で有名なのはキングコングであり、ビデオの悪役と多くの共通点を持っている」とあった。もう一つの例はCraig Kubeyの1982年の『The Winner's Book of Video Games』で、「ドンキーコングは古典映画のキングコングのビデオ版である」と記述してあった。
1984年10月4日の判決で、裁判所は前回のものを支持した。裁判所は「この2つの媒体には、ゴリラ、捕らえられた女性、男性の救助者、そして建物のシナリオ以外に共通点はない」と断言した。さらに裁判所は「"コング"及び"キングコング"の名前は一般に広く人々に使われており、類人猿やその他の巨大なオブジェクトと関連付けられている」と判決を下した。また、ユニバーサルの調査内容については、ユニバーサルが「キングコングが、その腕でフェイ・レイ（あるいはジェシカ・ラング）を掴み、エンパイア・ステート・ビル（あるいはワールドセンタービル）を登っていくイメージ」を所有していないことや、ドンキーコングのゲームをすでに所有している人の意見を募っただけで、潜在的な顧客の混乱を立証するものではなく、説得力がないと判断している。最後に、調査は「明らかに答えを誘導する質問であり、自分たちが望むものを示唆していた」と指摘した。
ユニバーサルが示した印刷媒体の例示について裁判所は、
裁判所は一部の消費者が2つの名前について混乱している事実には同意したが、「しかし、いくらかの混乱した消費者がいるかもしれないという事実は、略式判決が不適切であった可能性について争う問題点にはならない」として主張を退けた。

## 反訴と2度目の控訴
1985年5月20日に任天堂が反訴を提起した際、スウィート判事はユニバーサルが任天堂に「訴訟費用、コピー費用、グラフやチャートの作成に掛かった費用、及び収益の損失」に対して180万ドル支払うことを決定した。また、彼はユニバーサルが任天堂のライセンシーとの間でライセンス契約を行ったことによる任天堂の損害賠償請求については、そのライセンシーが任天堂に対してロイヤルティの支払いを継続している場合には認めない判決を下した。任天堂のライセンシーであるコレコは、独自の反訴を提起した。ユニバーサルはコレコの株式を購入することでコレコに賠償を行った。
ユニバーサルと任天堂はどちらも反訴訴訟を控訴した。この訴訟は1986年6月16日に審理された。
7月15日に判決が下り、裁判所は以前の判決を支持し、確定した。
任天堂は感謝の印として、カービィに「ドンキーコング」と名付けられた3万ドルのヨットと、「ドンキーコング」をヨットの名前につけられる世界的な独占的な権利を与えた。また、星のカービィシリーズの主人公カービィの名前はジョン・カービィが由来と説明されることがあるが、ゲームデザイナーの宮本茂はそれを否定した上で、正しくは名前候補のリストの中にカービィがあり、それを見てジョン・カービィを思い出し、つながりを感じて選んだというものである。また、カービィによるジョークかもしれないが、ゲーム『星のカービィ』のソフトがカービィに送られたとも言われている。

## その後
2015年5月、任天堂はユニバーサルの後継企業であるNBCユニバーサル傘下の「ユニバーサル・パークス&リゾーツ」との間で業務提携を締結し、同社が運営している「ユニバーサル・スタジオ」に任天堂ゲームの世界観を再現したテーマパーク「スーパー・ニンテンドー・ワールド」を大阪（ユニバーサル・スタジオ・ジャパン）とハリウッド（ユニバーサル・スタジオ・ハリウッド）にオープンした。
2018年1月、任天堂とユニバーサル・ピクチャーズはイルミネーションと共にアニメーション映画を製作することを発表。『ザ・スーパーマリオブラザーズ・ムービー』として、2023年に公開された。この作品ではマリオに加え、クランキーコング（初代ドンキーコング）や2代目ドンキーコングなども登場している。
2024年12月、ユニバーサル・スタジオ・ジャパンのスーパー・ニンテンドー・ワールドを拡張し、2代目ドンキーコングをテーマとした新エリア「ドンキーコング・カントリー」が開業した。